# Guoremor
Guoremor (Gwrfawr in gallese, Vorimorus in latino e Vorimer in inglese; ... – attorno al 415) è stato sovrano della Dumnonia.

## Biografia
Succedette al padre Gadeon, probabilmente come maggior proprietario terriero nella Civitas Dumnoniorum.
Potrebbe anche aver avuto un alto rango nell'amministrazione romana. Fu presumibilmente il primo della sua famiglia a trarre vantaggio dal ritiro delle legioni dalla Britannia, proclamandosi sovrano della Dumnonia. Morì, come il padre, giovanissimo, attorno al 415. Gli succedette il figlio Tutwal.